# Monitor (barco)

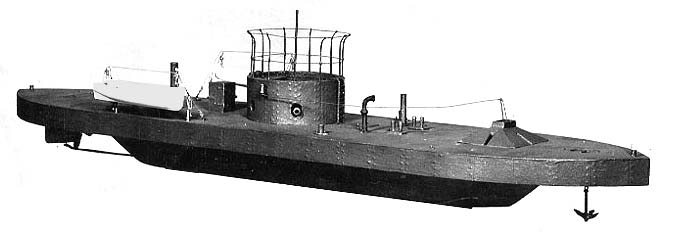
El USS Monitor fue el primer monitor construido.

Un monitor era un tipo de barco de guerra blindado de pequeño tamaño, que no era muy rápido pero se caracterizaba por tener una torreta que contenía, cuanto menos, una pieza de artillería de grueso calibre. Fueron empleados por algunas Armadas desde la década de 1860 hasta el fin de la Segunda Guerra Mundial, siendo empleados por última vez por la Armada de los Estados Unidos en la Guerra de Vietnam.
Los monitores del siglo XIX eran barcos ironclad con torretas cuyo diseño se inspiraba en el USS Monitor original; al igual que barcos costeros que seguían su diseño. El término «monitor» también incluía a los más flexibles monitores de parapeto y a veces era empleado para describir genéricamente cualquier barco equipado con torretas.
El término «monitor» también representaba al barco fluvial de guerra más poderoso, conocido como monitor fluvial. A inicios del siglo XX, el término fue resucitado para describir a los navíos blindados de fondo plano para bombardear posiciones costeras, en especial a los de la Royal Navy: los monitores de la clase Lord Clive estaban armados con los cañones de mayor calibre que alguna vez equiparon un barco de guerra, siendo empleados (aunque brevemente) contra posiciones alemanas en la Primera Guerra Mundial. Los monitores Clase Lord Clive fueron desmantelados en la década de 1920.
Esta embarcación era muy útil para realizar operaciones militares fluviales y/o costeras, dado que la relación entre su principal pieza de artillería y su calado es mucho mayor que en el resto de los buques. Esto permite acercar a la costa, o introducir en cursos de agua dulce un poder de fuego mayor que el ancho (o manga), eslora o calado que los demás tipos de buques hacen posible. En el siglo XX, el monitor adoptó, según el medio acuático en que se desempeñaba, diferentes tamaños para tener un uso óptimo, hasta que fue reemplazado por el avión, que era más efectivo en la defensa de la costa.

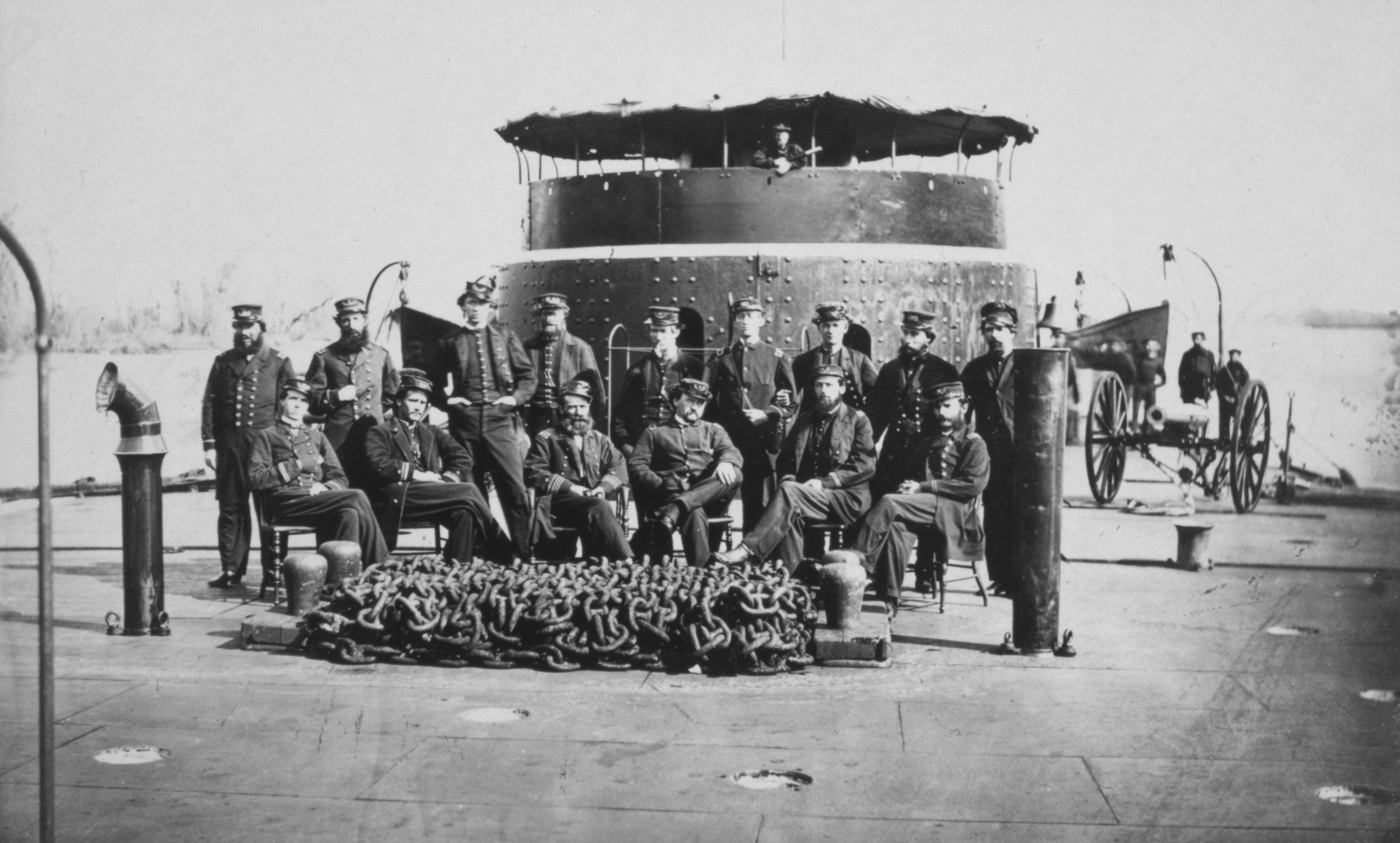
Oficiales de un monitor de la Unión, probablemente el USS Patapsco, fotografiados durante la guerra de Secesión.

## Orígenes
El principio de equipar barcos con artillería se empezó a aplicar en la Baja Edad Media. La bombarda se creó en el siglo XIV y continuó usándose hasta principios del siglo XVII. Durante la guerra de Crimea, franceses y británicos construyeron «asedios flotantes», enormes barcos bien armados cuyo único propósito era bombardear posiciones en la costa.

## Siglo XIX

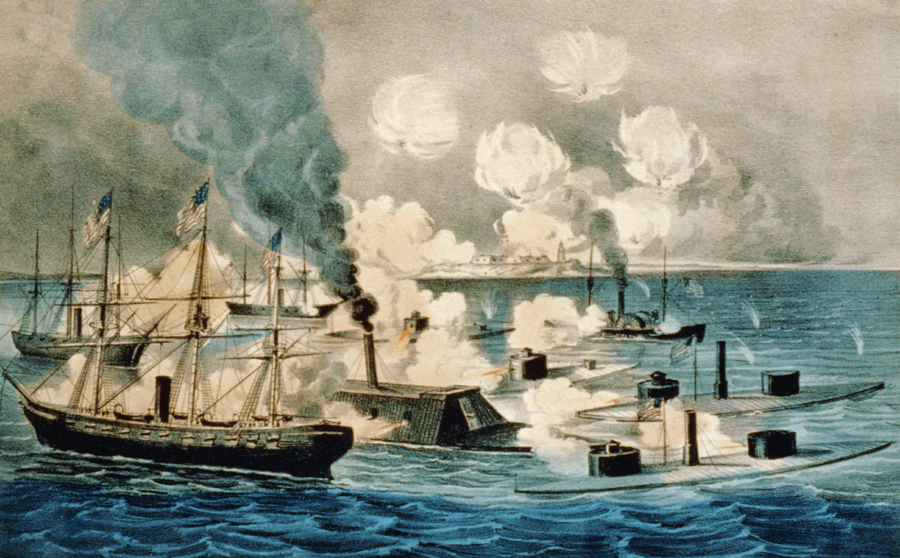
Monitores de la Armada de los Estados Unidos forzando al CSS Tennessee a rendirse durante la batalla de la bahía de Mobile.

### Guerra de Secesión
El primer monitor fue el USS Monitor, diseñado por John Ericsson para los servicios de urgencia de la Armada Federal durante la guerra civil estadounidense, y que dio su nombre a este tipo de buques debido a lo revolucionario de su diseño. Fue diseñado para servir en aguas someras y ofrecer la menor superficie de impacto posible, sirviendo el agua que lo rodeaba como protección adicional.
La batalla de Hampton Roads, entre el Monitor y el CSS Virginia, fue el primer combate entre navíos blindados. Varias batallas de este tipo tuvieron lugar durante la guerra de Secesión y las docenas de monitores construidos para la Armada de los Estados Unidos reflejaban el papel de combate barco-a-barco de sus diseños. Sin embargo, el bombardeo de fortificaciones fue otro papel vital que tuvieron los primeros monitores, donde éstos no se desempeñaron tan bien.
Tres meses después de la batalla de Hampton Roads, John Ericsson llevó su diseño a su natal Suecia y en 1865 se construyó el primer monitor sueco en el Muelle Motala de Norrköping, siendo bautizado en honor de su diseñador. Fue seguido por 14 monitores más. Uno de estos, el Kanonbåten Sölve, sirvió hasta 1922 y hoy está conservado en el museo marino de Gotemburgo.
Ericsson y otros experimentaron con diversos diseños durante la guerra de Secesión. Entre los navíos construidos figuraban un monitor con tres torretas, una clase de monitores con ruedas de paletas, una clase de monitores semisumergibles y una clase de monitores armados con torpedos de pértiga.

### 1866 a 1878
En las décadas de 1860 y 1870, las Armadas de varios países construyeron monitores que fueron empleados para defensa costera y tomaron el nombre de «monitor» como un tipo de barco. Aquellos que estaban directamente basados en el Monitor tenían un bajo francobordo, no llevaban mástiles e iban equipados con una o dos torretas. El bajo francobordo hacía que estos barcos no fueran aptos para operar mar adentro y siempre estaba presente el riesgo de la entrada de agua en el barco, inundándolo y pudiendo hundirlo, pero reducía la cantidad de blindaje necesario para su protección y en caso de tormenta las olas pasarían por encima de la cubierta en lugar de volcar el barco.
Se hicieron intentos por diseñar monitores con aparejos de vela, para reducir la dependencia de la máquina de vapor, que además de sus problemas técnicos, todavía era mal vista en algunas Armadas.
La instalación de mástiles interfería con la capacidad de las torretas de operar en un campo de tiro de 360°, mientras que el peso del mástil y las velas hacía al barco menos estable. Un barco que combinaba una torreta con velas y un bajo francobordo, el HMS Captain, se hundió en una tormenta.

### Guerra del Pacífico

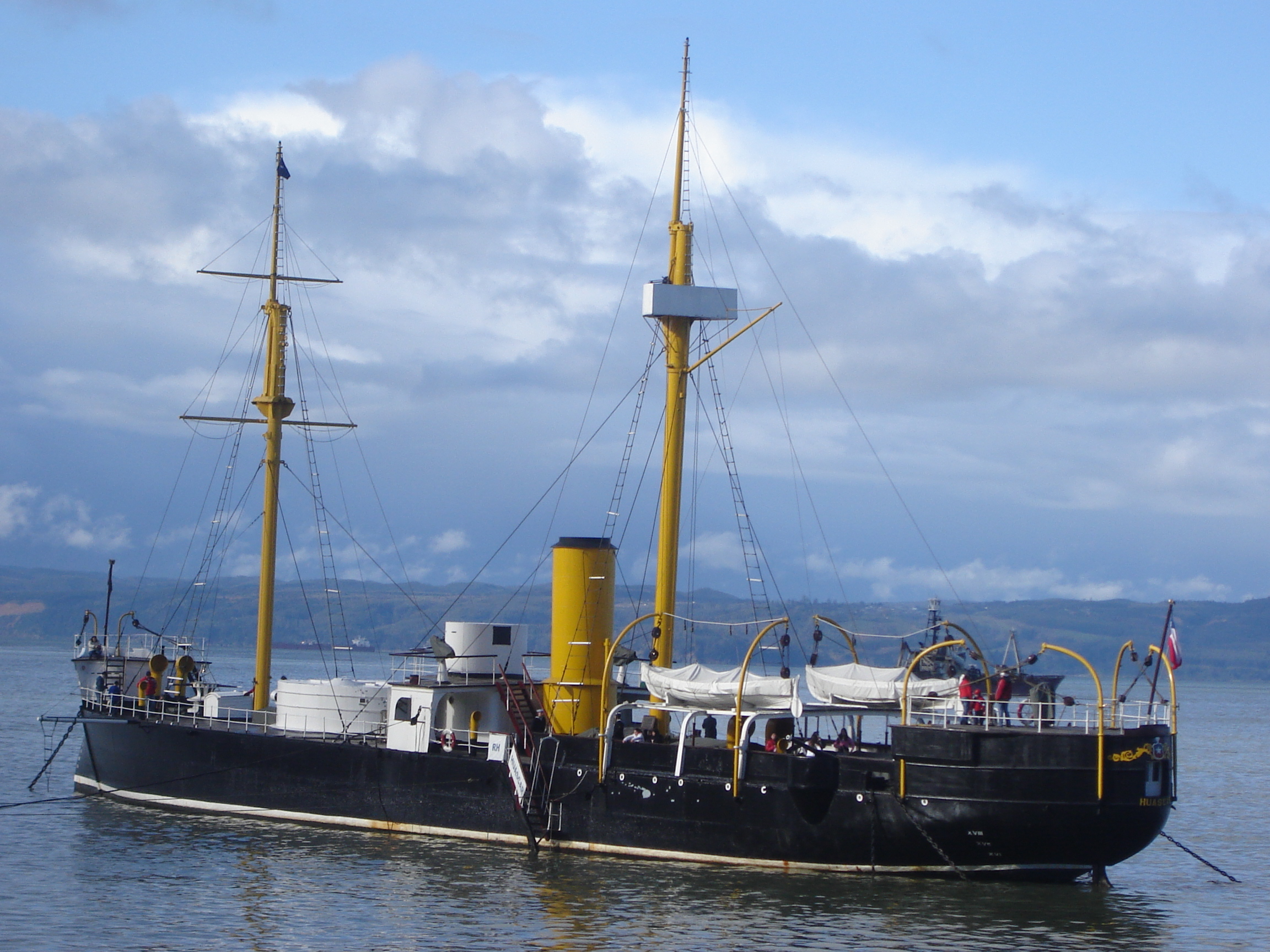
El Huáscar, anclado en el puerto de Talcahuano.

Un ejemplo tardío de un barco basado en el Monitor fue el BAP Huáscar, diseñado por el capitán Cowper Phipps Coles, proponente y desarrollador de barcos torreta para la Royal Navy. El Huáscar fue uno de varios diseños de monitores equipados con un espolón. Fue construido para la Marina de Guerra del Perú y lanzado al agua en 1865 en Birkenhead, Inglaterra, ganando fama en el Combate de Pacocha, contra la flota del Pacífico de la Armada Inglesa, durante la Sublevación del Huáscar en 1877. El Huáscar, al mando del contraalmirante Miguel Grau, combatió con distinción durante la guerra del Pacífico.
El Huáscar interrumpió exitosamente las rutas navales chilenas por varios meses y demoró la invasión chilena —casi todo el territorio de la zona de guerra respectiva solo era accesible por mar— significando un auténtico quebradero de cabeza militar y político para Chile hasta que fue capturado por su escuadra en el combate naval de Angamos en 1879. Una vez en manos chilenas, el Huáscar participó en una corta batalla con el monitor Manco Cápac durante la batalla de Arica, donde fue dañado; tras la derrota en tierra, la tripulación del Manco Cápac lo hundió para evitar que fuera capturado.
Con el paso de los años, tanto Chile como Perú veneran el barco y a los oficiales de ambos bandos que murieron a bordo, tanto al mando —Miguel Grau por el lado peruano y Manuel Thomson bajo bandera chilena— como al abordaje —el capitán chileno Arturo Prat—, como héroes nacionales. El Huáscar está actualmente en la nómina de la Armada de Chile y ha sido restaurado a un estado casi original, siendo un barco museo abierto al público en Talcahuano.

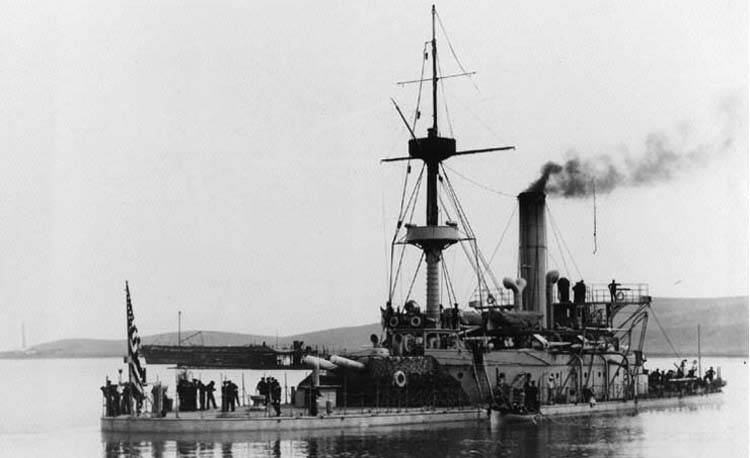
El, un monitor de parapeto, en el astillero naval de Mare Island, hacia 1896. Al fondo se observa el viejo monitor, diseñado por Ericsson.

### 1884–1897
En un esfuerzo por producir un navío más apto para navegar en altamar y más adecuado para combate barco-tierra, la variante llamada «monitor de parapeto» empezó a ser más común a fines del siglo XIX. Estos barcos tenían torretas elevadas y una superestructura más pesada sobre una plataforma situada encima del casco.
No fueron particularmente exitosos como barcos oceánicos, debido a su corto radio de navegación causado por la baja eficiencia y poca fiabilidad de las máquinas de vapor que empleaban. El primero de estos barcos fue el HMVS Cerberus, construido entre 1868 y 1870. Fue hundido como un rompeolas cerca de Melbourne, Australia, donde aún es visible porque sus torretas y superestructura sobresalen del agua.

### Guerra hispano-estadounidense
Los monitores fueron frecuentemente empleados durante la guerra hispano-estadounidense en 1898. Algunos monitores de la Armada estadounidense que combatieron en la guerra fueron el USS Amphitrite, el USS Puritan, el USS Monterey y el USS Terror. Estos cuatro monitores combatieron en batallas o participaron en campañas tales como el bombardeo de San Juan, la batalla de Fajardo y la campaña de Filipinas, varios monitores eran incluso veteranos de la propia guerra de secesión.

## SigloXX

### Primera Guerra Mundial
Durante la Primera Guerra Mundial, la Royal Navy desarrolló varias clases de barcos que fueron diseñadas para ofrecer apoyo cercano a tropas en tierra. Llamados «monitores», tenían poco en común con los monitores del siglo XIX, aunque compartían las características de una pobre navegabilidad, fondo plano y armamento pesado montado en torretas.
La primera clase, la clase Humber, fue puesta en grada como grandes cañoneros fluviales para la Armada del Brasil. Los monitores de clases posteriores igualmente fueron improvisados; eran frecuentemente diseñados alrededor de cualquier cañón sobrante proveniente de barcos desmantelados o que nunca se llegaron a construir, con los cascos diseñados y construidos de forma «barata y descuidada». Tenían una manga ancha para lograr estabilidad instantánea (su manga era 1/3 de la eslora), que junto a la falta de énfasis en la velocidad los hacía extremadamente lentos, no siendo aptos para combate o cualquier operación en altamar. Los monitores de la Royal Navy jugaron el papel de consolidar el ala izquierda del Frente Occidental durante la Carrera hacia el mar en 1914.
A estos se les añadió monitores construidos durante la guerra. Su armamento era habitualmente una torreta tomada de un acorazado pre-dreadnought retirado de servicio. Estos monitores fueron construidos desde el inicio con protección contraataques de torpedos —se incorporaron compartimientos estancos en la clase Abercrombie de 1915—. Como la guerra demostraba ser de larga duración, estos pesados monitores formaron patrullas junto a destructores en ambos lados del paso de Calais para alejar los navíos de superficie enemigos del canal de la Mancha y mantenerlos en puerto. Los monitores también podían operar en las bocas de los ríos. El General Wolfe, uno de los monitores de clase Lord Clive, que tenía un solo cañón de 457 mm (18 pulgadas) añadido en 1918, fue capaz de cañonear un puente a 30 km (20 millas) cerca de Ostende. Otros monitores de la Royal Navy sirvieron en el Mediterráneo.
Las dimensiones de las diversas clases de monitores tenían una gran variación. Los de la clase Abercrombie tenían una eslora de 116 m (320 pies), una manga de 27,4 m (90 pies) y un desplazamiento de 3 m (9 pies), en comparación con los monitores de clase M29 de 1915, que apenas tenían una eslora de 52 m (170 pies) y los de clase Erebus de 1916 con una eslora de 123,5 m (405 pies). Los monitores más grandes iban armados con los cañones más pesados.

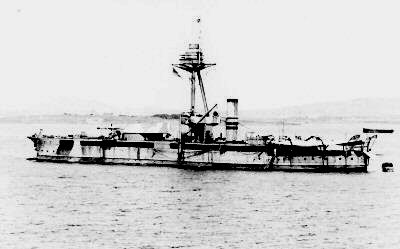
El.

A estas alturas, la Armada de los Estados Unidos ya había dejado de utilizar monitores. Solamente existían unos cuantos, de los cuales siete estaban en servicio, todos ellos relegados a servir como buques nodrizas de submarinos. Este sería el último conflicto donde se emplearían navíos tipo monitor. El último monitor original estadounidense, el Wyoming, fue borrado de la Nómina de la Armada en 1937.

### Segunda Guerra Mundial
La modesta escuadra de la Segunda República polaca tenía algunos monitores fluviales en los ríos Vístula y Bug cuando comenzó la invasión alemana y soviética, casi todos fueron destruidos por sus propias tripulaciones tras la caída de su país si bien los soviéticos reflotaron el ORP Warszawa poniéndolo nuevamente en servicio. En el caso del Reino Unido la mayoría de los monitores más pequeños de la Royal Navy fueron desmantelados después de la Primera Guerra Mundial, aunque el Erebus y el Terror sobrevivieron para combatir en la Segunda Guerra Mundial. Cuando nuevamente fue necesario el apoyo a tierra, se construyeron dos grandes monitores de la clase Roberts, el Roberts y el Abercrombie, equipados con cañones de 380 mm (15 pulgadas) de viejos acorazados.

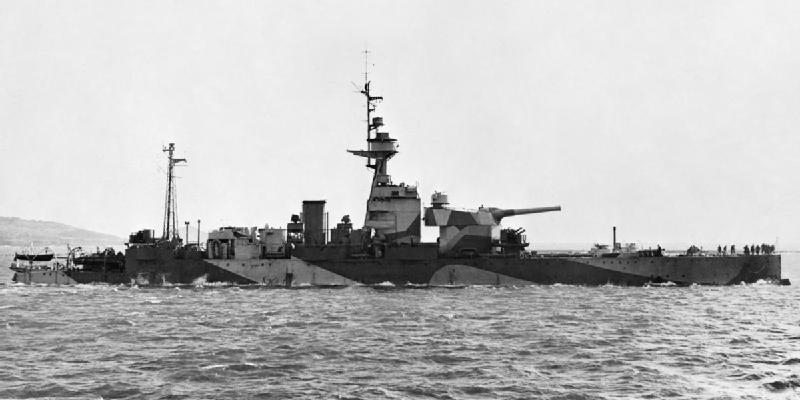
El HMS Erebus durante la Segunda Guerra Mundial.

Los monitores Aliados sirvieron en el Mediterráneo apoyando al Octavo Ejército británico en la Campaña norteafricana y la Campaña de Italia. También tomaron parte en el bombardeo costero durante el desembarco de Normandía en 1944.

### Monitores fluviales soviéticos
Los soviéticos construyeron varios monitores antes de la Segunda Guerra Mundial y los emplearon principalmente en ríos y lagos.
Tras las experiencias de la Primera Guerra Mundial, la guerra civil rusa y las incursiones de la Armada Imperial de Manchukuo en el Lejano Oriente, los soviéticos desarrollaron una nueva clase de monitores para sus flotillas fluviales. El barco principal de la nueva serie era el Zheleznyakov, puesto en grada en la Fábrica Lenin de Kiev en el otoño de 1934. Actualmente, el Zheleznyakov está conservado como un barco museo en el Dnieper.[cita requerida]

### 1946–1964

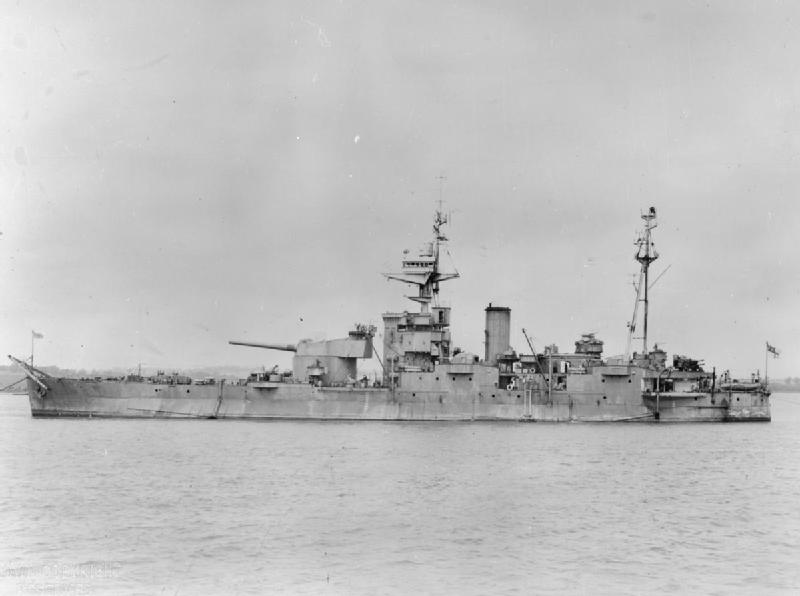
El, 1946.

La Royal Navy todavía tenía al HMS Abercrombie (F109) (terminado en 1943) y al HMS Roberts (F40) (1941) en reserva en 1953. Estos eran monitores típicos, con cubierta-baúl, 114 m (373 pies) de eslora, 27 m (90 pies) de manga, 3 m (11 pies) de desplazamiento y un armamento de dos cañones de 380 mm (15 pulgadas).
Actualmente la Armada del Brasil opera el Parnaíba (U17), el último monitor real, como parte de su fuerza fluvial.

### Guerra de Vietnam
La Guerra de Vietnam fue la segunda guerra fluvial de la Armada de los Estados Unidos; la primera tuvo lugar un siglo antes en 1861, durante la Guerra de Secesión. El 18 de diciembre de 1965 la Armada de los Estados Unidos autorizó por segunda vez en un siglo, la reactivación de la Armada de aguas marrones, esta vez en Vietnam del Sur (República de Vietnam). Tras llevar a cabo estudios, el Grupo de Asesoría Naval de los Estados Unidos (GAN) trazó los planes en febrero de 1966 y en el verano de ese mismo año, el Secretario de Defensa Robert McNamara autorizó a la Fuerza Fluvial Móvil (FFM) de la Armada de los Estados Unidos.
Aunque las lanchas rápidas patrulleras, las lanchas patrulleras fluviales y diversos cañoneros de la Armada de los Estados Unidos habían llevado a cabo operaciones de contrainsurgencia (COIN) en el país antes de 1966, los aliados no estaban teniendo éxito en las regiones del delta del Mekong de la República de Vietnam, pero los comunistas si. Era necesaria una fuerza naval más poderosa, con mayor blindaje y artillería más pesada.
La FFM de la Armada de los Estados Unidos inicialmente consistía de la Flotilla Uno de Asalto Fluvial, creada bajo el Programa 4 en 1967, compuesta de cuatro Divisiones de Asalto Fluvial: DAF-91, que tenía 3 monitores; DAF-92, con 2 monitores; DAF-111 con 3 monitores y DAF-112 con 2 monitores.
Estos «acorazados fluviales», como eran llamados por sus tripulantes, operaban en conjunto con el BMC (Barco de Mando y Control; también un monitor), los TB (Transporte Blindado) y las LPAA (Lancha Patrullera de Asalto y Apoyo), que también estaban asignados a cada DAF.
Los monitores empleados en Vietnam originalmente eran conversiones de los lanchones de desembarco de vehículos Landing Craft Mechanized Mk 6 de la Segunda Guerra Mundial, de acero y con una longitud de 17 m (56 pies). Fueron construidos en dos fases: Programa 4 y 5. Los monitores del Programa 4 fueron armados con un cañón Bofors 40 mm y enviados al frente. Los monitores del Programa 5 corregirían cualquier deficiencia de los anteriores navíos y entraron en combate como Monitor (H) 105 mm (de Howitzer, obús en inglés) y Monitor (F) (de Flamethrower, lanzallamas en inglés). Los monitores del Programa 4 montaban su cañón de 40 mm en una torreta Mk 52, mientras que los monitores del Programa 5 montaban su obús de 105 mm en una torreta T172, con los seis lanzallamas montados en torretas M8 (una a cada lado de la torreta del cañón de 40 mm). Debido a que los Marines también empleaban el obús M49 de 105 mm, hubo una escasez y la Armada de aguas marrones solamente pudo obtener 8 Monitor (H).
Desplegados, los 24 monitores de la Armada de los Estados Unidos tenían un blindaje promedio de 10 toneladas, una longitud de 18,28 m (60 pies), dos hélices propulsadas por dos motores diésel 64NH9, una velocidad máxima de 8,5 nudos, 5,33 m (17,5 pies) de manga y un desplazamiento de 1 m (3,5 pies), siendo normalmente operados por una tripulación de 11 hombres. Cuando cayó Vietnam del Sur el 30 de abril de 1975, todos los monitores fueron capturados por los norvietnamitas; solo quedó un sobreviviente, un monitor de entrenamiento que nunca zarpó de los Estados Unidos. El monitor de entrenamiento C-18 está expuesto junto a una LRP (Lancha Rápida Patrullera) y una LPF (Lancha Patrullera Fluvial) en la base naval anfibia Coronado, en Coronado, California.

## Navíos similares

### Monitores fluviales
Al demostrar la eficacia de las torretas sobre los cañones fijos, el monitor jugó un papel en el desarrollo del acorazado tipo dreadnought a partir del ironclad. Como un navío de fondo plano, también condujo al desarrollo de los cañoneros fluviales, que fueron empleados por las potencias imperiales para controlar sus colonias; los cañoneros fluviales más grandes y con armamento pesado fueron conocidos como «monitores fluviales». Estos navíos fueron empleados por las Armadas de varios países, inclusive el Imperio británico, los Estados Unidos y Japón.

### Submarinos cañoneros
El USS Monitor tenía muy poco francobordo para reducir el peso de la torreta, aumentando la estabilidad y haciendo que el barco sea un blanco más pequeño y difícil de impactar. Al final de la Guerra de Secesión, los monitores de la clase Casco tenían grandes tanques de lastre que les permitían sumergirse parcialmente durante la batalla. Esta idea fue desarrollada posteriormente con el concepto de los submarinos cañoneros de la clase R de la Royal Navy.
Los submarinos británicos de la clase M fueron inicialmente diseñados para bombardeos costeros, pero se cambió su propósito al de atacar barcos mercantes debido a que su cañón de 305 mm (12 pulgadas) sería más efectivo a largo alcance que un torpedo contra un blanco en movimiento. Solamente uno, el HMS M1, entró en servicio antes del fin de la Primera Guerra Mundial; se hundió en el canal de la Mancha en 1925, luego de ser embestido accidentalmente mientras se sumergía: su cañón se soltó de su afuste y fue inundado completamente.

## Ejemplares sobrevivientes

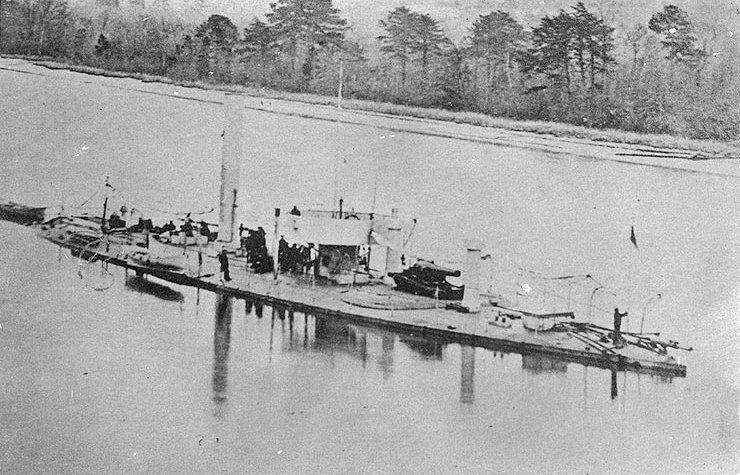
El en el río James, 1865.

- El Huáscar es un monitor construido en Inglaterra en 1865 originalmente para la Marina de Guerra del Perú, que todavía se encuentra a flote en condición casi original en Talcahuano, Chile.
- El HMS M33 es un monitor de la clase M29 de la Royal Navy construido en 1915; está conservado en el Muelle Histórico de la Base Naval de Portsmouth en el Reino Unido.
- El HMVS Cerberus, lanzado en 1870, fue hundido como un rompeolas cerca de la costa australiana en 1926. Se están llevando a cabo labores para su rescate y restauración.
- El Parnaíba (U17) es un monitor fluvial actualmente en servicio con la Armada del Brasil.
- El HSwMS Sölve es un monitor sueco construido en 1875 y diseñado por John Ericsson, el «padre» de todos los monitores. Actualmente se encuentra en el Museo Marítimo de Gotemburgo, Suecia.
- El SMS Leitha (hoy Lajta Monitor Múzeumhajó), un monitor austrohúngaro construido en 1871. Actualmente es un barco museo.